# Fiskefrikadelle
Fiskefrikadeller er en fiskeret baseret på en fars af hakket fiskekød blandet med mel, mosede kartofler, rasp, røget flæsk, løg, æg, krydderier, mælk, vand eller andre ingredienser.

## Variationer
- I Danmark er fiskefrikadeller stegt brunlige på panden og let aflange som danske frikadeller. Sønderjyske fiskefrikadeller indeholder røget spæk
- I Sverige findes udbredt en type fiskbullar på dåse, der som danske fiskeboller er næsten helt hvide.
- Engelske fish cakes paneres med rasp før de steges
- I Norge laver man også stegte fiskefrikadeller af samme type som de danske; disse kaldes "fiskekaker". Et alternativ er at koge fiskefarsen; resultatet bliver da kugleformede fiskeboller.
- I Nordtyskland kendes Fischfrikadellen.
- I Østasien spises fiskeboller af æltet (ikke hakket) fiskefars.
- I Frankrig laves fiskefrikadeller af gedde.

Variationerne afhænger af
- hvilke(n) type(r) fiskekød der anvendes, samt hvor fint farsen hakkes
- om mælk eller vand anvendes
- tilsætning af mel og/eller mosede kogte kartofler eller havregryn.
- anvendelse af æg, kun æggehvide eller slet ikke æg
- andre ingredienser som hele eller hakkede rejer, røget flæsk, krydderurter og krydderier (peber, chili, muskat, m.m.).
- kogning, stegning eller bagning
- bagepulver